# Matt Pettinger
Matthew „Matt“ Pettinger (* 22. Oktober 1980 in Edmonton, Alberta) ist ein ehemaliger kanadischer Eishockeyspieler, der im Verlauf seiner aktiven Karriere zwischen 1996 und 2015 unter anderem 423 Spiele für die Washington Capitals, Vancouver Canucks und Tampa Bay Lightning in der National Hockey League auf der Position des linken Flügelstürmers bestritten hat. Darüber hinaus war Pettinger in der Deutschen Eishockey Liga für die Kölner Haie und die Hamburg Freezers aktiv.

## Karriere
Der 1,85 m große Flügelstürmer war zunächst für diverse unterklassige Teams in der kanadischen Provinz British Columbia aktiv, ehe Pettinger ab der Saison 1998/99 für die Eishockeymannschaft der University of Denver im Spielbetrieb der National Collegiate Athletic Association aufs Eis ging sowie in der kanadischen Juniorenliga Western Hockey League bei den Calgary Hitmen im Einsatz stand, bevor er beim NHL Entry Draft 2000 als 43. in der zweiten Runde von den Washington Capitals ausgewählt wurde.
Während der Saison 2000/01 verbrachte der Linksschütze die meiste Zeit bei den Portland Pirates, dem AHL-Farmteam der Capitals, absolvierte jedoch auch seine ersten 10 NHL-Einsätze für Washington. Auch in den folgenden Jahren wechselte der Kanadier zwischen Portland und Washington, doch ab der Saison 2003/04 gehörte Pettinger zum festen NHL-Kader der Capitals. In der Lockout-Saison 2004/05 stand Matt Pettinger in acht Spielen für HDD Olimpija Ljubljana in Slowenien auf dem Eis. Zur Trade Deadline 2008 wechselte der Kanadier zu den Vancouver Canucks, wo er sich jedoch zu Beginn der folgenden Saison nicht durchsetzen konnte. Nachdem er auf die Waiver-Liste gesetzt wurde, sicherten sich die Tampa Bay Lightning seine Dienste. Nach zwei Spielen beim Farmteam Manitoba Moose wurde der Angreifer in den NHL-Kader der Lightning berufen. In der 2009/10 stand Pettinger bei den Vancouver Canucks unter Vertrag, spielte aber den Großteil der Saison bei deren Farmteam in Manitoba.
Im Sommer 2010 unterzeichnete er daraufhin einen Einjahresvertrag bei den Kölner Haien, welcher nach Ablauf der Saison um ein weiteres Jahr verlängert wurde. Nachdem er sich mit den Haien im Frühjahr 2012 nicht auf einen neuen Kontrakt einigen konnte, wechselte Pettinger innerhalb der Deutschen Eishockey Liga zu den Hamburg Freezers. Nachdem Pettinger in der Saison 2013/14 aufgrund der verletzungsbedingten Personalnot in der Defensive der Freezers erstmals als Verteidiger ausgeholfen hat, wurde er auch in der folgenden Saison je nach Bedarf entweder in der Verteidigung oder im Angriff eingesetzt. Im März 2015 wurde bekannt, dass der Vertrag mit Linksschützen in Hamburg nicht verlängert wird, woraufhin Pettinger seine aktive Karriere beendete.

### International
Bei den U20-Junioren-Weltmeisterschaft 2000 gewann Pettinger mit der kanadischen Nationalmannschaft die Bronzemedaille, mit den Senioren reichte es bei der Weltmeisterschaft 2006 zu Platz vier. Zuvor hatte der Kanadier bereits als Juniorenspieler bei der U20-Junioren-Weltmeisterschaft 1999 mit den Ahornblättern die Silbermedaille errungen.

## Erfolge und Auszeichnungen
- 1999 Broadmoor-Trophy-Gewinn mit der University of Denver
- 2000 Teilnahme am CHL Top Prospects Game

### International
- 1999 Silbermedaille bei der U20-Junioren-Weltmeisterschaft
- 2000 Bronzemedaille bei der U20-Junioren-Weltmeisterschaft

## Karrierestatistik

### International
Vertrat Kanada bei:
- U20-Junioren-Weltmeisterschaft 1999
- U20-Junioren-Weltmeisterschaft 2000
- Weltmeisterschaft 2006

(Legende zur Spielerstatistik: Sp oder GP = absolvierte Spiele; T oder G = erzielte Tore; V oder A = erzielte Assists; Pkt oder Pts = erzielte Scorerpunkte; SM oder PIM = erhaltene Strafminuten; +/− = Plus/Minus-Bilanz; PP = erzielte Überzahltore; SH = erzielte Unterzahltore; GW = erzielte Siegtore; 1 Play-downs/Relegation; Kursiv: Statistik nicht vollständig)